# なぎさちゃんのカレシ
『なぎさちゃんのカレシ』（なぎさちゃんのカレシ）は、未影による日本の4コマ漫画。『ヤングアニマルあいらんど』『ヤングアニマル嵐』（白泉社発行）にて連載された。

## 概要
未影の白泉社での初作品。『ヤングアニマルあいらんど』（以下『あいらんど』）no.10に読み切りとして掲載後、『ヤングアニマル嵐』（以下『嵐』）で連載開始となり、『嵐』と『あいらんど』で同時連載され、『あいらんど』が発売される月の時、『嵐』の方では休載するという形をとっていた。主人公カップル･なぎさと千尋を中心とした、かわいい下ネタ・エロネタとマンガやアニメのオタクネタが特徴。作品のキャッチは“オタクな彼氏とノーマルな彼女のちょっとドキドキなキャンパスライフ♥”

## あらすじ
なぎさは大学に入ってすぐに、同級生のイケメンの千尋に一目惚れ。想いが叶って無事千尋と付き合えることになったなぎさ。でも実は彼は重度のオタクだった。

## 登場人物
白石 なぎさ（しらいしなぎさ）
主人公。ごく普通の女子大生。明るく好奇心旺盛な性格だが少し天然な面も。彼氏である千尋のオタクな趣味に初めは戸惑っていたが、交際しているうちにだんだん彼女自身もオタク趣味に染まっていき、最近では千尋とセックスするときにエロゲーで得た知識を使う時もある。
福田 千尋（ふくだ ちひろ）
もう一人の主人公。なぎさの彼氏。誰が見てもイケメンなルックスに加え、勉強が出来てスポーツもこなす。やや空気を読むのが苦手な面もあるが誰に対しても優しく温厚な性格。ただし、重度のオタクでもあり、彼の言動がなぎさを驚かせることも多い。多数のオタク系サークルに入っており、BL研究会にさえも入っている。父親は大学教授である。
山崎 ゆり子（やまざき ゆりこ）
なぎさの親友。なぎさから千尋の話をよく聞かされる。密かになぎさに想いを寄せている。
蓮子 朋美（はすこ ともみ）
千尋が在籍するサークルの1つであるBL研究会の会長。眼鏡をかけている。明るい性格。2次元が大好き。アパレル業界への就職を希望している。
神戸 かな（かんべ かな）
BL研究会の新入部員。大人しい性格。腐女子だったが、リアル男子では初めて千尋を好きになり、なぎさに嫉妬される事がある。
白石 みなも（しらいし みなも）
なぎさの姉。25歳。なぎさの事を「なあちゃん」と呼ぶ。実はなぎさに内緒で「月野エリカ」という名前でエロゲーの声優をしており（彼女には「劇団員」という事にしていた）、エロゲーファンの間では「謎の人気声優」として話題になっている模様。ちなみにエロゲーの声優をやっているが彼女自身は男性経験はまだない。
福田 美尋（ふくだ みひろ）
千尋の妹。12歳。千尋の事が大好きで、なぎさに嫉妬していたが、最終的に親しくなった。

## 単行本
- 未影 『なぎさちゃんのカレシ』《白泉社・ジェッツコミックス》 全2巻
  1. 2011年8月29日発売、ISBN 978-4-592-14851-7
  2. 2012年11月29日発売、ISBN 978-4-592-14852-4